# Margarita Comas Camps
Margarita Comas Camps (Alayor, 25 de noviembre de 1892–Exeter, 28 de agosto de 1972) fue una bióloga y maestra española, vinculada a la Institución Libre de Enseñanza y autora de La coeducación de los sexos.
Fue también una gran defensora de la innovación pedagógica, contribuyendo de manera muy significativa al proceso de construcción de la didáctica de las ciencias en España. Su actividad como investigadora queda recogida en revistas francesas y en el boletín de la Real Sociedad Española de Historia Natural.

## Biografía
Margarita Comas como pedagoga destacó por su labor en la introducción de la didáctica de las Ciencias en España y la homologación de la mujer y el hombre en el espacio académico. Licenciada y doctora en Ciencias Naturales, fue una de las primeras mujeres que consiguió estos títulos en España, Visitó centros educativos de Francia e Inglaterra y cursó estudios de posgrado en la Facultad de Ciencias de la Universidad de París y en el Bedford College de la Universidad de Londres, ejerciendo como profesora de distintas Escuelas Normales y de la Universidad de Barcelona, hasta su exilio a Gran Bretaña.
En 1926 obtuvo una beca de la Junta de Ampliación de Estudios (JAE) para un año, que después le prorrogaron un año más, y pudo ir dos años a la Universidad de la Sorbona de París para realizar el trabajo de investigación redactando la posterior memoria de investigación, Contribución al conocimiento de la Biología de Chironomus thummi y de su parásito Paramermis contorta. Leyó la tesis en enero de 1928, en la Universidad Central de Madrid, que hasta 1954 fue la única universidad que en España confería el título de doctor. Recibió la calificación de excelente de un tribunal presidido por Odón de Buen. Centró sus trabajos de investigación en temas que había planteado la biología moderna a partir del desarrollo de la genética, la teoría de la evolución o el conocimiento de los cromosomas y la determinación del sexo. Pese a la excelencia de su trabajo de investigación y los elogios que recibió su tesis doctoral, la carrera científica experimental de Margarita Comas no fue más allá.
La coeducación de los sexos, es su obra fundamental donde justifica la necesidad de terminar con las diferencias educativas entre hombres y mujeres. Las memorias manuscritas que envió a la Junta para Ampliación de Estudios durante su estancia en Londres contienen sus ideas centrales sobre cómo debería ser la enseñanza de las ciencias, principios que desarrolla con más precisión en artículos publicados posteriormente en la Revista de Pedagogía dirigida por Lorenzo Luzuriaga.
A partir de 1931, ya en Barcelona, Margarita Comas mantuvo su puesto de trabajo en la Escuela Normal de Tarragona, de la que había sido nombrada directora. Sin embargo, pronto dejó la Escuela Normal de Tarragona para pasar en comisión de servicio a la Escuela Normal de la Generalidad, un nuevo centro de formación de maestros creado a modo de ensayo pedagógico que debía servir de modelo para otros escuelas normales. Participó en las actividades del Lyceum Club de Barcelona, un club de mujeres creado por iniciativa de Aurora Bertrana y Carme Karr siguiendo el modelo de otras que ya existían en diferentes ciudades europeas y americanas, y que tenían como uno de sus principales objetivos promover la lucha por los derechos de las mujeres . Durante la guerra civil española Margarita Coma se exilió en Inglaterra donde trabajó como profesora de Biología en la Dartington Hall School en Devon. Murió en Exeter el 28 de agosto de 1973.

## Obras

### Publicaciones en biología[8]
- Boletín de la Real Sociedad Española de Historia Natural, ed. (1924). Sobre la estructura microscópica del corazón de los Cefalópodos. pp. 313-320. Consultado el 23 de noviembre de 2022.
- Sobre la influencia de la tiroidina en el desarrollo de Chironomus thumm y Kieff»,. Boletín de la Real Sociedad Española de Historia Natural,. 1928. pp. 309-314.
- Genética y Eugenesía. Revista de Pedagogía. 1935. pp. 158:72-78.

### Publicaciones en pedagogía[9]
- La Enseñanza Elemental de las Ciencias físico-naturales y de las Matemáticas en Inglaterra . Reinosa. Tipografía de A. Andrey y Cª, 1923
- El método de proyectos en las escuelas urbanas. Publicaciones de la Revista de Pedagogía, Madrid, 1931
- La coeducación de los sexos. Publicaciones de la Revista de Pedagogía, Madrid 1931
- Las escuelas nuevas inglesas. Publicaciones de la Revista de Pedagogía, Madrid, 1935
- Las Ciencias Naturales en la escuela. Revista de Pedagogía, n.º 171, pp. 97-104, 1936
- Contribución a la metodología de las ciencias naturales . Dalmau Carlos, Pla.EC Editores, Gerona, 1937
- La Biología de la enseñanza media y superior de Inglaterra. Cuadernos del Seminario de Problemas Científicos y Filosóficos. Segunda Serie, 3:41-59. Universidad Nacional de México, México, 1957

## Premios y reconocimientos
- Margarita Coma, como figura de la República, fue vetada durante la dictadura de Franco que eliminó de las bibliotecas muchos textos escritos por autores republicanos. De ahí que los trabajos de Margarita Comas Camps, que eran conocidos en Latinoamérica, tardaron bastantes años en ser conocidos en España.[10]
- En 2018  fue declarada Hija Ilustre de la Ciudad de Mahón.[11]
- En 2018 la Generalidad de Cataluña impulsó el Programa Margalida Comas i Camps para modernizar y adecuar los métodos docentes universitarios en los que participan todas las universidades catalanas.[12]